# Amrita Singh
Amrita Singh (Hadali, 9 februari 1958) is een Indiaas actrice.

## Privéleven
Singh trouwde in januari 1991 met acteur Saif Ali Khan. Singh, die als sikh was opgevoed, bekeerde zich vóór het huwelijk tot de islam. Khan is twaalf jaar jonger dan zij en is de zoon van de voormalige Indiase cricketer Mansoor Ali Khan Pataudi en actrice Sharmila Tagore. Na haar huwelijk met Khan stopte ze tijdelijk met acteren. Na dertien jaar huwelijk scheidde het paar in 2004.
Singh heeft een dochter, Sara Ali Khan, en een zoon.

## Filmografie
| Jaar | Film                     | Rol                               | Notitie            |
| ---- | ------------------------ | --------------------------------- | ------------------ |
| 1983 | Betaab                   | Roma                              |                    |
| 1984 | Sunny                    | Amrita                            |                    |
| 1984 | Duniya                   | Roma Verma                        |                    |
| 1985 | Saaheb                   | Natasha                           |                    |
| 1985 | Mard                     | Ruby                              |                    |
| 1986 | Mera Dharam              | Durga Thakur                      |                    |
| 1986 | Chameli Ki Shaadi        | Chameli                           |                    |
| 1986 | Kala Dhanda Goray Log    | Mevr. Ramola Gauri Shankar /Pooja |                    |
| 1986 | Karamdaata               | Pinky                             |                    |
| 1986 | Naam                     | Rita                              |                    |
| 1987 | Naam O Nishan            | Vanisha                           |                    |
| 1987 | Khudgarz                 | Mevr. Sinha                       |                    |
| 1987 | Thikana                  | Shaila                            |                    |
| 1988 | Mulzim                   | Mala                              |                    |
| 1988 | Kabzaa                   | Rita                              |                    |
| 1988 | Tamacha                  | Maria                             |                    |
| 1988 | Shukriyaa                | Neema                             |                    |
| 1988 | Waaris                   | Shibo                             |                    |
| 1988 | Charnon Ki Saugandh      | Kanchan Singh                     |                    |
| 1988 | Agnee                    | Tara                              |                    |
| 1989 | Sachai Ki Taqat          | Mevr. Ram Singh                   |                    |
| 1989 | Hathyar                  | Suman                             |                    |
| 1989 | Galiyon Ka Badshah       |                                   | gastoptreden       |
| 1989 | Ilaaka                   | agente Neha Singh                 |                    |
| 1989 | Batwara                  | Roopa                             |                    |
| 1989 | Toofan                   | zakkenroller                      |                    |
| 1989 | Jaadugar                 | Mona                              |                    |
| 1990 | Veeru dada               | Meena                             |                    |
| 1990 | Karishma Kali Kaa        | Parvati                           |                    |
| 1990 | Kroadh                   | Matki                             |                    |
| 1990 | C.I.D.                   | Meghna Saxena                     |                    |
| 1991 | Sadhu Sant               | Meena Kapoor                      |                    |
| 1991 | Paap Ki Aandhi           | Reshma                            |                    |
| 1991 | Dharam Sankat            | Madhu                             |                    |
| 1991 | Akayla                   | Sapna                             |                    |
| 1991 | Rupaye Dus Karod         | Aarthi Saxena                     |                    |
| 1991 | Pyaar Ka Saaya           | Maya Gangadhami                   |                    |
| 1992 | Raju Ban Gaya Gentleman  | Sapna L. Chhabria                 |                    |
| 1992 | Suryavanshi              | Prinses Suryalekha                |                    |
| 1992 | Kal Ki Awaz              | schoolhoofd Nahim Bilgrami        |                    |
| 1992 | Dil Aashna Hai           | Raj                               |                    |
| 1993 | Aaina                    | Roma Mathur                       |                    |
| 1993 | Rang                     | Indu                              |                    |
| 2002 | 23rd March 1931: Shaheed | Vidya                             |                    |
| 2005 | Kalyug                   | Simi Roy                          |                    |
| 2007 | Shootout at Lokhandwala  | moeder van Maya                   |                    |
| 2007 | Dus Kahaniyaan           | Mala                              | verhaal Pooranmasi |
| 2010 | Kajraare                 | Zohra Baano                       |                    |
| 2013 | Aurangzeb                | Neena Wadhwa                      |                    |
| 2014 | 2 States                 | Kavita Malhotra                   |                    |
| 2016 | A Flying Jatt            | Mevr. Dhillon                     |                    |
| 2017 | Hindi Medium             | schoolhoofd Lodha                 |                    |
| 2019 | Badla                    | Rani Kaur                         |                    |
| 2022 | Heropanti 2              | pleegmoeder van Babloo            |                    |